# Анонимный преподаватель
Анонимный преподаватель — анонимный византийский эпистолограф конца X века, школьный преподаватель в Константинополе. Собрание из 122 принадлежащих ему писем хранится в Британской библиотеке (Cod. Add. 36749). Письма обнаружены и впервые опубликованы Василием Лаурдасом и Робертом Браунингом в 1954 году. Биографические сведения об авторе восстанавливаются крайне приблизительно из текста переписки. Предметом переписки является преимущественно преподавательская деятельность автора. Научное издание сборника осуществлено в 2000 году Афанасием Маркопулосом.
Текст писем содержит крайне мало прямых указаний на определённые события, и многих адресатов учителя сложно или невозможно идентифицировать. Он был современником Александра Никейского (ep. 69), высокопоставленного интеллектуала и эпистолографа времён императора Константина Багрянородного. Среди корреспондентов анонима встречается и ряд других церковных деятелей, сторонников и противников Александра Никейского. Три письма (ep. 8, 98, 99) учителя адресованы Софии, супруге императора Христофора Лакапина (921—931), однако не вполне ясно, обращается ли он к ней как к царствующей императрице или монахине — согласно Александру Каждану, верно первое предположение, что позволяет датировать эти письма. Наиболее важным с точки зрения датировки считается письмо 26, в котором он жалуется, что уже семнадцать лет несёт бремя заботы о родных, гонимых «вселенским бедствием». Если под бедствием имеется в виду произошедшая в 917 году битва при Ахелое, в которой византийцы потерпели поражение от болгар, то письмо датируется 944 годом, но также может подразумеваться страшный голод 927/928 года или любой другой поход царя Симеона на Балканы в 921—927 годах. В другом письме (ep. 17) учитель пишет о том, что он «увидел натянутые луки и тут же отступил — как мятежные скифы, когда пред ними явился император», а далее (ep. 44) упоминает о победе над варварами, которые прежде были беспокойными, но потом заключили мир — возможно, имеется в виду поход князя Игоря на Константинополь в 941 году, закончившийся заключением мира в 944 году.
Имя автора писем неизвестно. Он родился не в Константинополе, что можно понять из письма, в котором он сообщает, что освобождает от платы за уроки ученика, происходящего из той же местности, что и он сам. По предположению французского византиниста Поля Лемерля, это уроженец Фракии, пожилой холостяк, целиком посвятивший себя книгам и живущий в обществе единственного слуги. В Константинополе он даёт уроки грамматики и ради дополнительного заработка переписывает и издаёт рукописи. Он в плохих отношениях с другими учителями, с которыми он конкурирует за учеников, с задерживающими плату родителями, с разнообразными клеветниками. Аноним строг со своими учениками — он порет тех из них, которые вместо чтения торгуют птицами, запрещает пререкаться с учителем. Основные интересы анонима связаны с книгами: он их покупает, одалживает, их ему присылает императрица София, продаёт, когда нужны деньги, и переписывает, признавая, что почерк его далёк от идеального (ep. 53). Он упоминает о своих сочинениях, которые посылает друзьям; ни одно из них не сохранилось. По выражению Александра Каждана, аноним является первым известным профессиональным литератором Византии.
Классификация писем анонимного учителя по жанрам эпистолографии приводится в монографии Steiner A. «Untersuchungen zu einem anonymen byzantinischen Briefcorpus des 10. Jahrhunderts», 1987.

## Издания
- Anonymi Professoris Epistulae / A. Markopoulos. — Walter de Gruyter, 2000. — Vol. XXXVII. — 165 p. — (Corpus Fontium Historiae Byzantinae). — ISBN 3-11-015611-3.